# Световни покер серии 1970
През 1970 е първото издание на Световните покер серии.  Шампион е Джони Мос. Той се съревновава с още шестима покер играчи в казино във Вегас.